# 深夜枠
『深夜枠』（しんやわく 英題：The Midnight Broadcasting ）は、2012年8月29日に発売された日本のバンド東京事変のアルバム（カップリング・アルバム）。発売元はEMIミュージック・ジャパン/Virgin Music。
初回生産分のみ紙ジャケット仕様。同日にはライブヒストリー・ビデオ『珍プレー好プレー』も同時発売された。

## 概要
東京事変が発売した全てのシングルのカップリング曲を網羅したカップリング・アルバム。そのほかアルバムには未収録となっていた「ハンサム過ぎて」、そして新曲「ただならぬ関係」が収録されている。ディスクジャケットは、NEINのあきが手がけている。また、女の子のキャラクターの名前は「むてきちゃん」と椎名が命名した。

## 収録曲
- 各曲の英題はブックレット等に記載されているものではなく、あくまでSR猫柳本線の英語版ページ[1]によるもの。

| #         | タイトル                                        | 作詞                               | 作曲            | 時間  |
| --------- | ----------------------------------------------- | ---------------------------------- | --------------- | ----- |
| 1.        | 「ハンサム過ぎて」(Too Handsome)                | 児玉裕一                           | 椎名林檎        | 3:35  |
| 2.        | 「体」(Physical)                                | 椎名林檎                           | 浮雲            | 3:57  |
| 3.        | 「BB.QUEEN」                                    | 浮雲                               | 浮雲            | 3:20  |
| 4.        | 「我慢」(Frustration)                           | 椎名林檎                           | 伊澤一葉        | 3:33  |
| 5.        | 「ピノキオ」(Pinocchio)                         | 伊澤一葉                           | 伊澤一葉        | 4:49  |
| 6.        | 「鞄の中身」(Crosswalk)                         | 椎名林檎（英訳：ロビー・クラーク） | 伊澤一葉        | 3:26  |
| 7.        | 「心」(Spiritual)                               | 椎名林檎                           | 椎名林檎        | 4:06  |
| 8.        | 「恋は幻」(Get It Up for Love)                  | Ned Doheny                         | Ned Doheny      | 3:28  |
| 9.        | 「落日」(Dusk)                                  | 椎名林檎                           | 椎名林檎        | 4:12  |
| 10.       | 「ダイナマイト」(Dynamite)                      | Tom Glazer                         | Mort Garson     | 2:03  |
| 11.       | 「その淑女ふしだらにつき」(The Lady Is a Tramp) | Lorenz Hart                        | Richard Rodgers | 2:23  |
| 12.       | 「顔」(Faces)                                   | 椎名林檎                           | 晝海幹音        | 4:05  |
| 13.       | 「ただならぬ関係」(And the Beat Goes On)        | 浮雲・椎名林檎                     | 浮雲            | 3:04  |
| 合計時間: | 合計時間:                                       | 合計時間:                          | 合計時間:       | 46:01 |

### 解説
1. ハンサム過ぎて
  - 初収録。
2. 体
  - シングル「キラーチューン」収録曲。
3. BB.QUEEN
  - シングル「キラーチューン」収録曲。
4. 我慢
  - シングル「能動的三分間」収録曲。
5. ピノキオ
  - シングル「OSCA」収録曲。
6. 鞄の中身
  - シングル「OSCA」収録曲。
7. 心
  - シングル「遭難」収録曲。
8. 恋は幻
  - シングル「修羅場」収録曲。
9. 落日
  - シングル「修羅場」収録曲。
10. ダイナマイト
  - シングル「遭難」収録曲。
11. その淑女ふしだらにつき
  - シングル「群青日和」収録曲。
12. 顔
  - シングル「群青日和」収録曲。
13. ただならぬ関係
  - 初収録。